# US Real State Investment
US Real State Investment és una empresa americana amb seu a Miami Beach. L'empresa es dedica a la construcció d'hotels, habitatges i centres comercials. El 2019 el president era Russel Platt i el vicepresident Clifton Onolfo. Russell Platt és fundador de Morgan Stanley Real Estate i president de Forum Partners i Greppon Advisor. Clifton Onolfo va ser propietari de Connecticut Wolves SC i de Global Cities Co-Investment Real Estate.
El 21 de gener del 2019 es va oficialitzar la seva compra del Club de Futbol Reus Deportiu, fent-se amb el 99,7% de les accions i comprometent-se a afrontar els cinc milions de deute. La nova empresa propietària del club es va comprometre a reformar l'estadi, que passarà a dir-se Gaudí i tindrà capacitat per a 18.000 espectadors, fer un centre comercial al polígon Agro Reus i apostar per la pedrera com a negoci. D'aquesta manera s'acabava una etapa amb Joan Oliver i Fontanet de president que havia començat el 2013 amb un grup inversor que també comptava amb Joan Laporta i Rafa Yuste.